# Moneta zdawkowa
Moneta zdawkowa (rozmienna) – drobna jednostka monetarna, będąca częścią ułamkową (przeważnie 1/100) podstawowej jednostki w danym państwie. 
Przykłady:
- grosz dla złotego i szylinga austriackiego,
- centavo w większości krajów Ameryki Łacińskiej,
- cent w wielu państwach (np. Stany Zjednoczone i państwa sfery anglojęzycznej oraz strefy euro),
- kopiejka dla rubla w carskiej Rosji, ZSRR, Federacji Rosyjskiej, Białorusi, Naddniestrzu,
- halerz dla korony czeskiej,
- sen dla jena japońskiego,

## Galeria

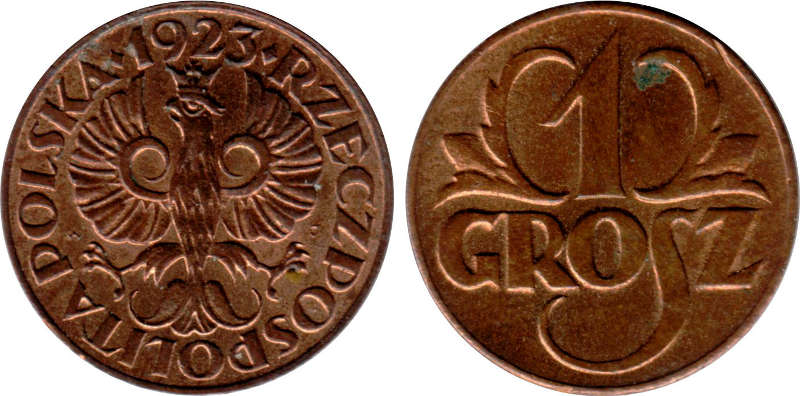
Polska moneta 1 grosz z 1923 r.
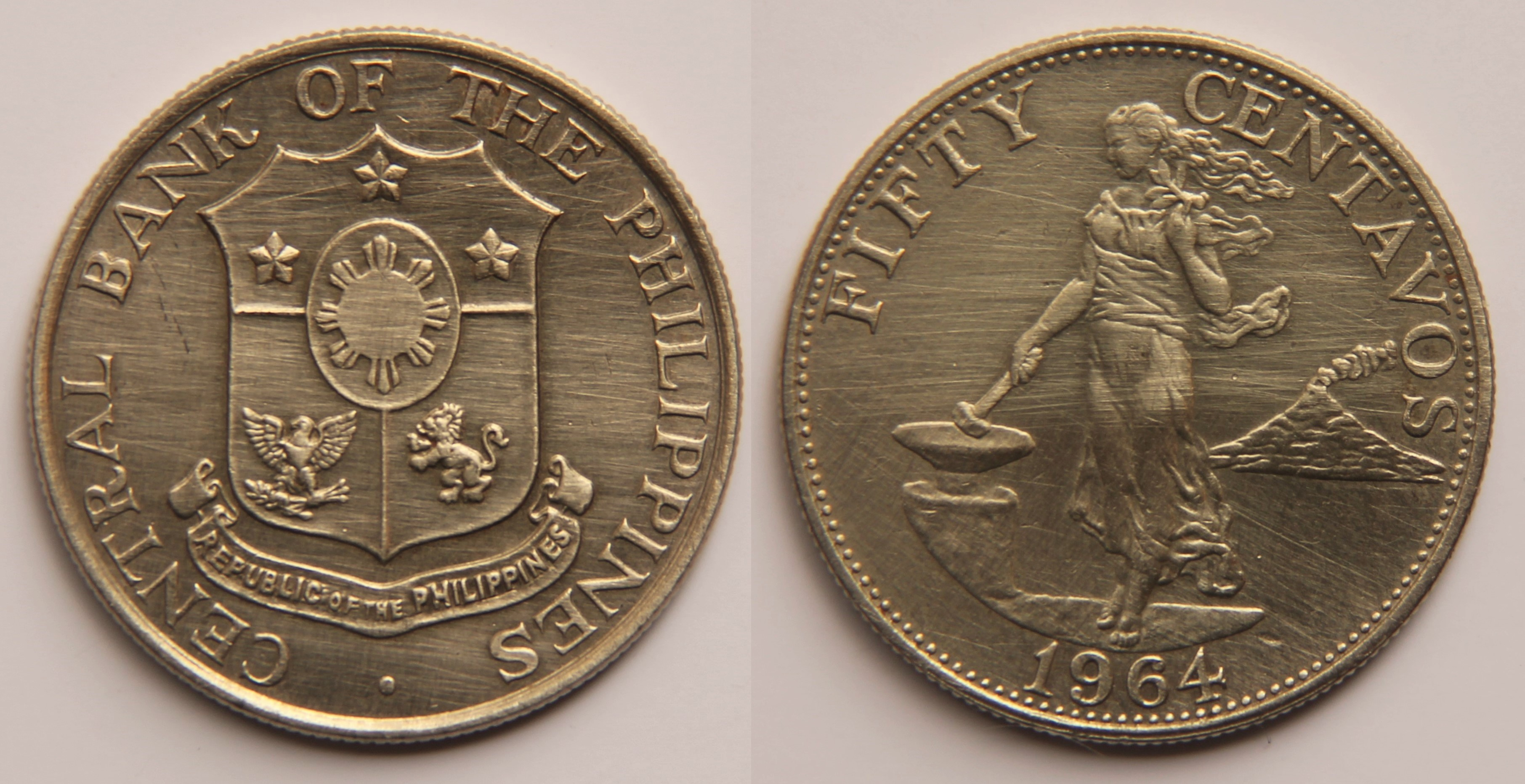
Filipińska moneta 50 centavos
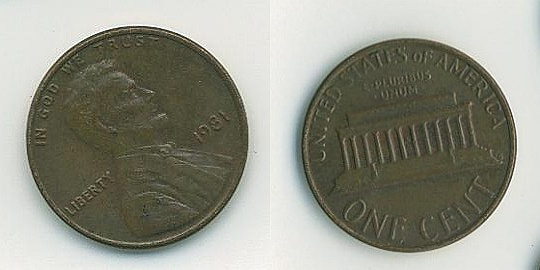
1 cent USA
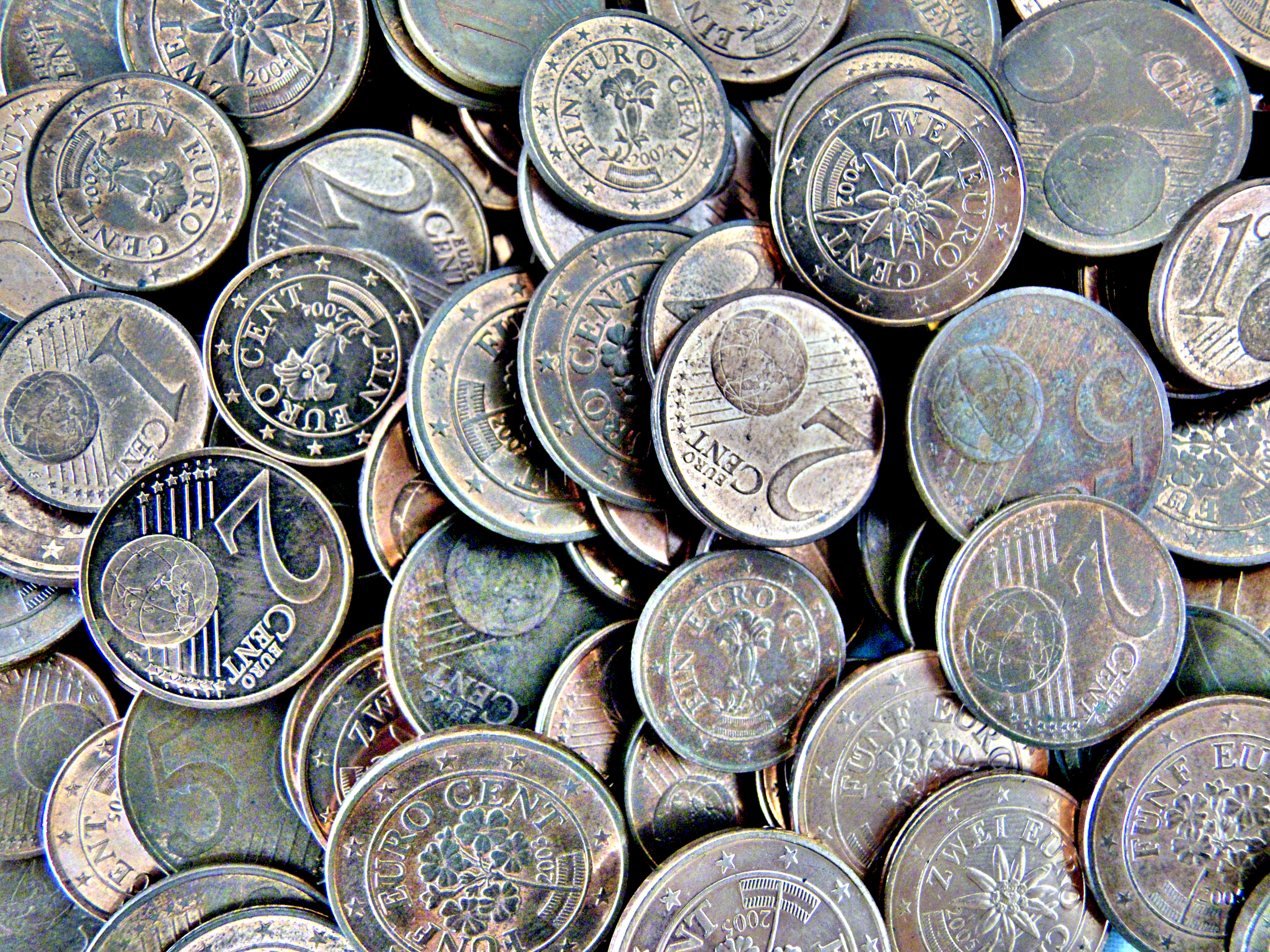
Eurocenty
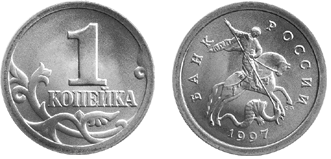
Rosyjska moneta 1 kopiejka
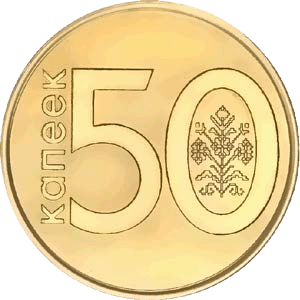
50 kopiejek białoruskich
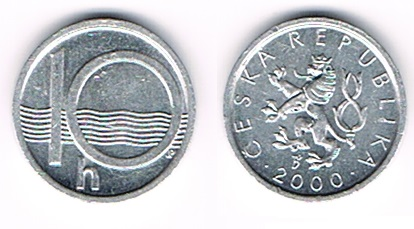
10 halerzy czeskich z 2000 r